# Luis Romero Pérez
Luis Romero Pérez (Assila, 5 ottobre 1921 – Barcellona, 1º maggio 2008) è stato un pugile spagnolo, campione europeo dei pesi gallo (1949-1951) e sfidante al titolo mondiale.

## Biografia

### Gli inizi e il titolo spagnolo
Piccolo di statura - 152 centimetri - ma robusto e combattivo, inizia giovanissimo con la boxe ed il suo esordio a torso nudo avviene con una vittoria sul ring di Barcellona il 14 marzo 1943. È guardia destra (southpaw), ovvero mancino, pertanto per molti avversari risulta un'insidia. Nella Spagna neutrale il giovane Luis può combattere liberamente ma solo tra i confini nazionali. Conquista il titolo spagnolo dei Pesi gallo il 14 febbraio 1945 a Barcellona contro Eusebio Librero e dopo aver difeso vittoriosamente il titolo, si prende anche la corona spagnola dei piuma battendo Luis de Santiago il 24 febbraio 1946.

### L'esordio internazionale e l'europeo
Perde il titolo spagnolo contro Librero, conoscendo la sua prima sconfitta da professionista, ma può finalmente competere in campo internazionale nell'Europa pacificata. Combatte quindi con i più bei nomi della boxe europea, battendo gli italiani Arturo Paoletti, Ermanno Bonetti e Mario Lutti, riconquista la corona spagnola dei gallo e difende vittoriosamente quella dei piuma, si impone successivamente sugli italiani Guido Nardecchia e Guido Ferracin subendo però una inaspettata battuta d'arresto contro un altro italiano: Enzo Correggioli.
Batte successivamente il quotato francese Theo Medina e l'ex campione europeo Gino Bondavalli. Il 19 marzo 1949 combatte per la prima volta fuori dalla Spagna, a Parigi, vincendo contro il franco-italiano Armand Deianna. La sfida per il titolo europeo dei gallo si materializza il 10 agosto 1949 quando a Barcellona, davanti a 30.000 spettatori, batte per KO alla settima ripresa il campione in carica Guido Ferracin. Vince poi, senza titolo in palio, contro Amleto Falcinelli, lo scozzese Bobby Boland e difende a Londra, il 25 aprile 1950, il titolo contro l'inglese Danny O'Sullivan battendolo per KOT dopo averlo atterrato per ben 11 volte.
Difende di nuovo il titolo contro il francese Marcel Mathieu e contro l'italiano Alvaro Nuvoloni per perderlo ai punti, il 5 settembre 1951, contro lo scozzese Peter Keenan a Glasgow.

### La sfida mondiale e il temporaneo ritiro
Dopo aver difeso il titolo spagnolo dei piuma con de Santiago, il 17 novembre 1951 sale sul ring di Johannesburg contro il campione mondiale dei gallo in carica Vic Toweel. Perez Romero viene atterrato alla prima e alla quinta ripresa ma finisce il match in piedi perdendo ai punti.
Continua a combattere difendendo il titolo spagnolo dei piuma e combattendo contro altri pugili fortissimi come il campione di Spagna dei Pesi leggeri e futuro campione europeo dei piuma Fred Galiana, riportando 1 vittoria e 1 sconfitta, e 2 volte contro il futuro campione mondiale dei piuma, l'anglo-nigeriano Hogan (Kid) Bassey, venendo in entrambe le occasioni sconfitto. Dopo la seconda sconfitta contro Bassey, il 3 settembre 1954, il catalano annuncia il proprio ritiro dal ring.

### Il rientro
Il 29 febbraio 1956, all'approssimarsi dei suoi 35 anni, Romero Pérez sale di nuovo tra le 12 corde a Barcellona vincendo. Seguono ancora altri 13 incontri sul quadrato con 10 vittorie, 2 pareggi e 1 sconfitta, ma ormai la carriera di Pérez Romero non ha più nulla da dire e il 5 febbraio 1958, sale per l'ultima volta sul ring di Barcellona per ritirarsi definitivamente.